# Hélder Câmara
Dom Hélder Câmara Pessoa (Fortaleza, 7 de febrer de 1909 - Recife, 27 d'agost de 1999) fou un religiós brasiler, arquebisbe catòlic d'Olinda i Recife.
Era conegut com el "bisbe de Corum" i va prendre una posició clara amb els pobres urbans. Es va retirar com a arquebisbe el 1985, i va viure per veure com moltes de les seves reformes les va desfer el seu successor, Jose Cardoso Sobrinho.
El 1959 va fundar el Banco da Providência, a Rio de Janeiro, una organització filantròpica que encara existeix i lluita contra la pobresa i les injustícies socials.
Ell és famós per dir: "Quan dono menjar als pobres, em diuen sant. Quan pregunto per què són pobres, em diuen comunista".
Espiral de Violència (1971), és un llibret que va ser escrit en el moment de la guerra del Vietnam. No solament es distingeix per la forma en què es vincula la injustícia estructural (nivell 1 de la violència) amb l'escalada de rebel·lió (nivell 2 de la violència) i la reacció repressiva (nivell 3 la violència), sinó també per la forma en què Camara fa una crida als joves de tot el món a prendre mesures per trencar l'espiral a la qual els seus grans en són sovint addictes.
El 1973, va ser nominat per al Premi Nobel de la Pau per l'American Friends Service Committee (AFSC). El 1975 va ser guardonat amb el Premi Pacem in Terris.